# Espace autogéré des Tanneries

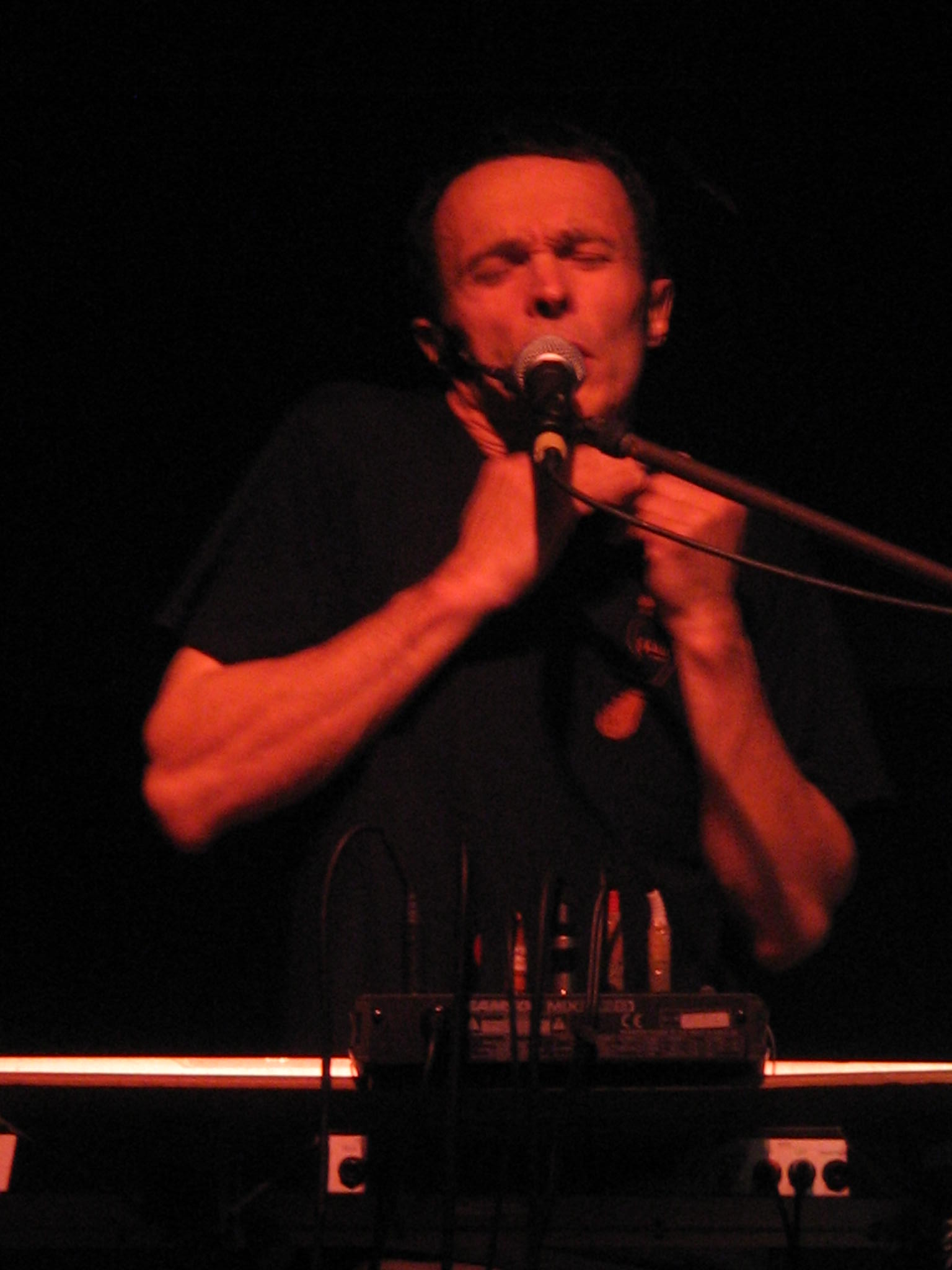
Jean-Louis Costes en concert aux premières Tanneries, en 2009.

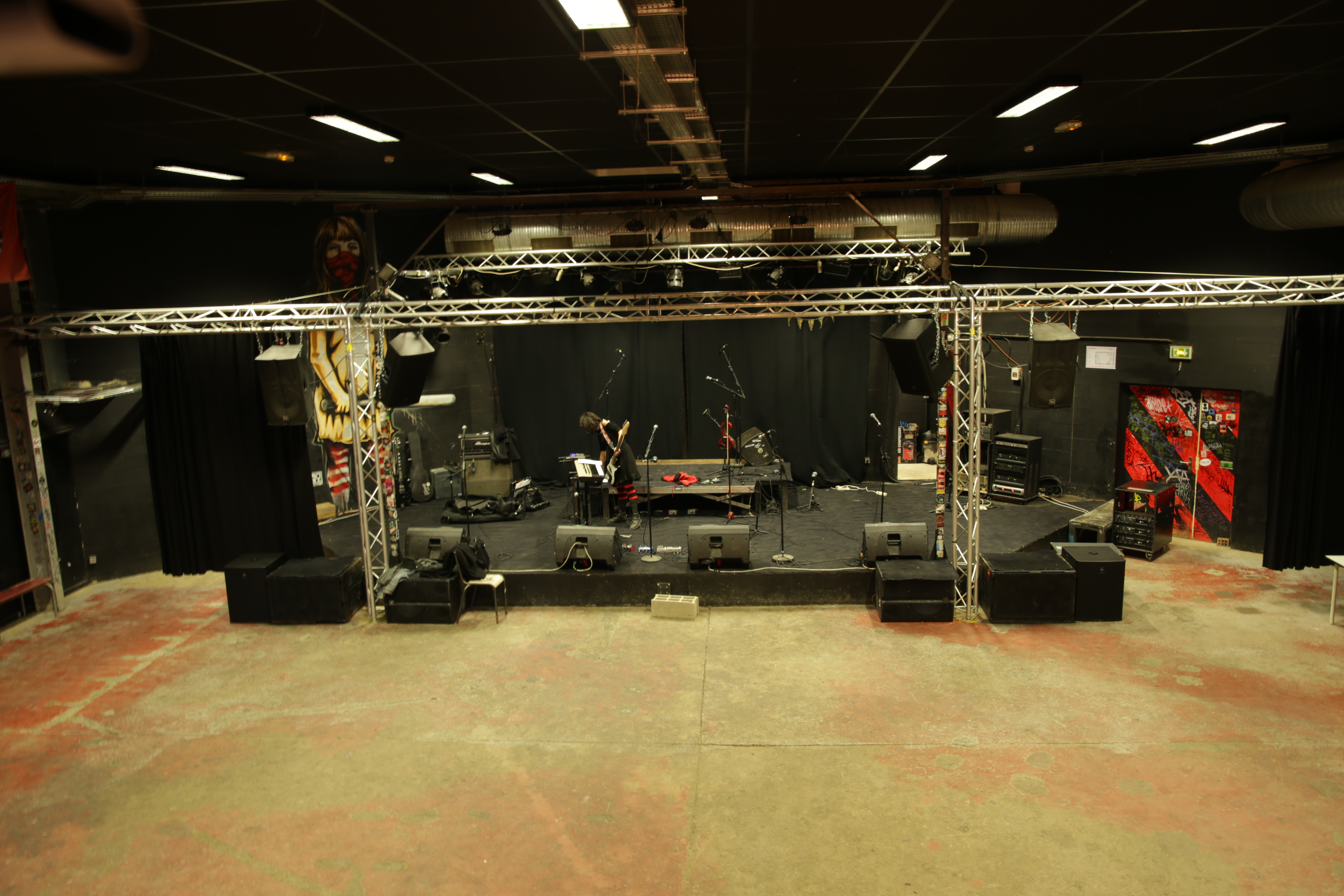
Salle de spectacle de l'Espace autogéré des Tanneries : scène (vue depuis la galerie, installation et balances d'un concert de Dame Nerve, mars 2019).

L'Espace autogéré des Tanneries — communément appelé « les Tanneries » — est un centre social, culturel et politique français situé à Dijon. L'espace est souvent qualifié de squat de par son histoire qui commence par une l'occupation, depuis octobre 1998, d'une friche industrielle sur une partie du site des anciens abattoirs appartenant à la mairie de Dijon.
Comme l'indique le nom complet du lieu, il fonctionne sur le mode de l'autogestion et est proche des mouvances antiracistes, anti-homophobes, antisexistes, anarchistes, etc., et libertaires en général. Depuis sa création, le centre a été l'objet de plusieurs plusieurs polémiques et de fréquentes attaques de la part de membres de l'opposition — entre autres face à la décision de l'équipe municipale de François Rebsamen de permettre le déplacement des activités de l'ancien squat vers un bâtiment dont la rénovation a été financée en grande partie par la ville.

## Historique

### 1998-2011: squat des locaux dijonnais originels
L'Espace autogéré des Tanneries, premier du nom, nait de l'occupation d'une friche industrielle située boulevard de Chicago, à Dijon. Courant 1998, l'association dijonnaise Maloka installe dans une partie des anciens abattoirs un espace de vie et une salle de spectacles.
En juin 2000, à la suite d'un incendie survenu quelques semaines auparavant, la mairie de Dijon lance une procédure d'expulsion à l'encontre des occupants, qui obtiennent un sursis de trois mois et visent à obtenir une régularisation officielle de leur statut.
En attendant une hypothétique solution légale, l'occupation des locaux du boulevard de Chicago se poursuit. Des artistes se produisent régulièrement dans la salle — qui accueille jusqu'à environ 300 personnes — comme Keny Arkana en 2007 ou Ultra Vomit en 2008, représentant principalement les mouvements artistiques punk et de la rue.

### 2011-2014: déménagement et oppositions au projet
À partir de juin 2011, l'occupation du terrain est remise en cause par un projet d'écoquartier, abandonné depuis. Néanmoins, la municipalité propose de relocaliser l'espace culturel, ce que l'opposition UMP dénonce vigoureusement : fin 2011, les permanents de l'espace autogéré négocient toujours les conditions d'un déménagement sur une autre friche industrielle dans le sud de l'agglomération dijonnaise.
À la mi-2014, la mairie de Dijon et les occupants de l'Espace autogéré des Tanneries se mettent d'accord sur la mise à disposition un ancien entrepôt et le déblocage d'une subvention de 1,5 million d’euros pour financer les déménagements et travaux nécessaires pour que le nouveau local soit disponible fin 2014. La vie du nouveau lieu, communément appelé « Les Tanneries II » et situé rue des ateliers, commence par l'ouverture de la salle de concert. Les autres activités reprennent à la rentrée 2016. Le financement des travaux nécessaires à ce déménagement, pris sur le budget municipal, fait l'objet d'une contestation par un communiqué de presse du groupe d'opposition Alliance et projets pour le Grand Dijon, qui estime que l'association gérante des locaux est « incontestablement (...) à but politique, [et] à ce titre ne devrait pas être financée par des fonds publics », qu'elle « a ouvertement pour objet de troubler l’ordre public » de par ses prises de position en faveur du squat et enfin, que la nouvelle façade du bâtiment, recouverte de tags et de fresques, « ne [contribue] pas à valoriser l’entrée sud de Dijon ».
Les anciens locaux du boulevard de Chicago, après avoir subi un nouvel incendie en juillet 2015, laissent la place à des immeubles d'habitation.

### 2019: polémique dans le cadre du mouvement des Gilets jaunes
En 2019, dans le cadre des incidents survenus à Dijon en marge des manifestations des Gilets jaunes, le groupe Agir pour Dijon, mené par Emmanuel Bichot, dénonce « la mise à disposition gratuite du terrain et du bâtiment de l‘espace autogéré des Tanneries (...) en raison du soutien revendiqué de cette association aux causes et aux actions de la mouvance anarchiste ». Ces accusations, jugées gratuites et infondées par les membres du collectif de gestion, sont rejetées par le biais d'un communiqué rappelant que le collectif défend « des valeurs humanistes » et dénonce « le sexisme, l’homophobie, la transphobie, le racisme et d’une manière générale toutes les stigmatisations et toutes les violences ».

### 2021: incident dans le contexte de la pandémie de Covid-19
Le 13 mars 2021, alors que les rassemblements publics sont interdits en raison de la pandémie de Covid-19, une opération de police interrompt et retarde une captation vidéo autorisée qui a lieu dans le cadre de la 15e édition du festival Italiart. Les forces de l'ordre vérifient les autorisations, dont celle émanant de la préfecture, partenaire de l'événement et repartent en fin de journée. Cependant, à la suite d'un communiqué de la préfecture évoquant l'interruption d'un « concert illégal », le quotidien régional Le Bien Public affirme le soir même via son site internet que les organisateurs comptaient bien accueillir du public et qu'en conséquence, plusieurs procès-verbaux ont été dressés ; de plus, la préfecture compte adresser une « mise en demeure de se conformer à la réglementation » sous peine de fermeture administrative. Les membres du collectif co-organisateur publient le lendemain un communiqué, d'abord sur Facebook : ils affirment que n'étaient présents dans la salle que les membres du groupe, l'équipe technique de tournage et des bénévoles chargés de l'accueil des premiers, qu'aucune sanction n'a été prise à leur encontre et ils demandent un droit de réponse. Toujours le 14 mars, France 3 Bourgogne-Franche-Comté confirme les informations émanant du collectif et précise les raisons du malentendu qui a potentiellement motivé l'intervention de police, à savoir une communication obsolète datant de décembre 2020, annonçant la tenue d'un concert le 14 mars 2021 et publiée telle quelle dans Le Bien Public.

### 2022 : découverte d’une caméra de surveillance
En octobre 2022, deux caméras de surveillance sont découvertes devant l’espace autogéré des Tanneries et devant le Quartier Libre des Lentillères. Cela est rendu public début février 2023 et il est dénoncé une surveillance policière illégale.
Le 18 février 2023, une manifestation rassemblant 250 personnes est organisée dans le centre de Dijon pour obtenir des réponses.

## Description
Les locaux qui accueillent les collectifs d'associations depuis 2014 sur un terrain de 4 000 m2 sont composés de plusieurs parties, avec un bâtiment principal de 900 m2 au sol hébergeant une salle de spectacles d'une jauge d'environ 500 personnes, un espace activités, des loges, une cuisine, un local de répétitions, un espace habitation, etc.

## Galerie photographique

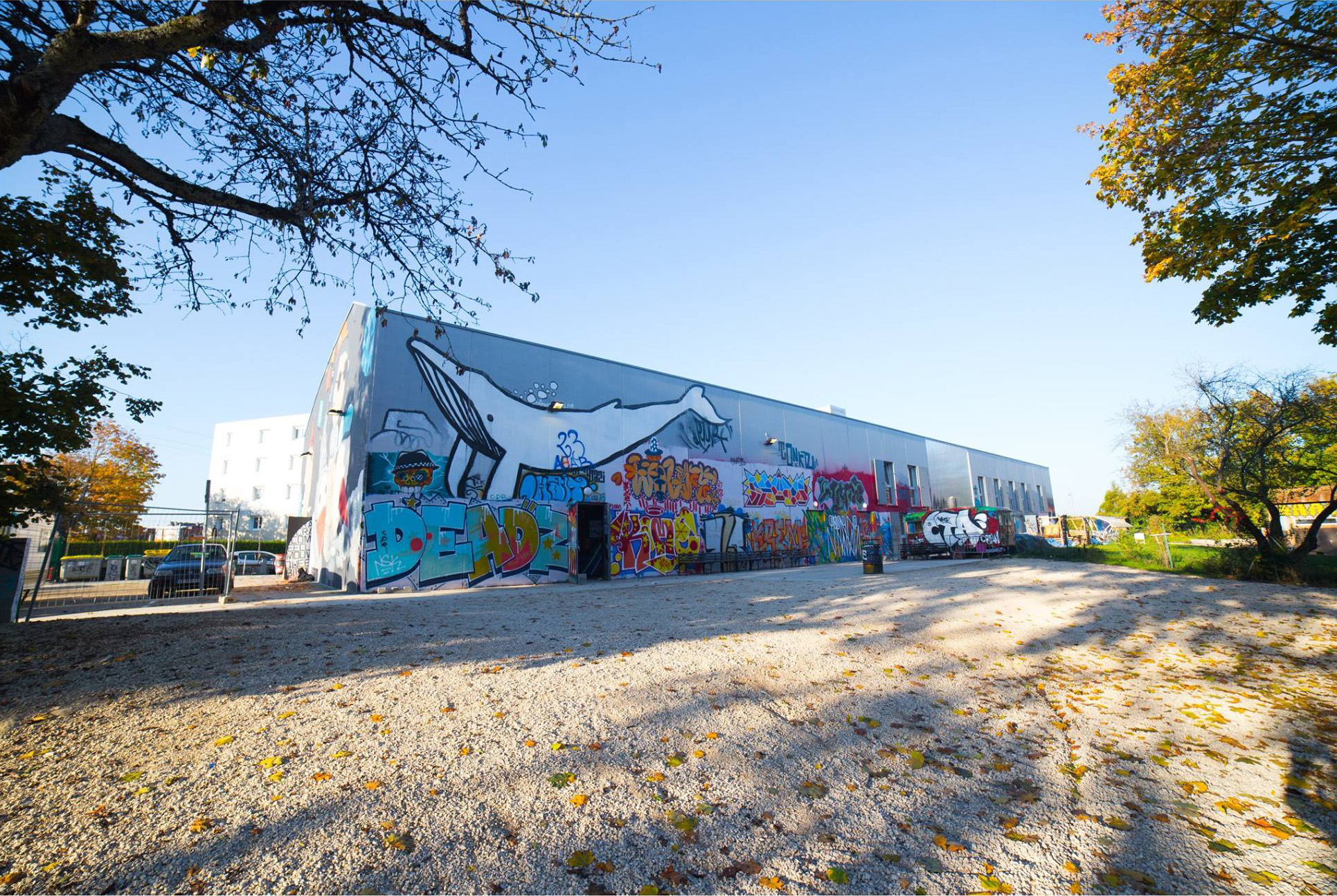
Les Tanneries II, photo par Stef Bloch depuis l'espace jardin (angle sud-est)
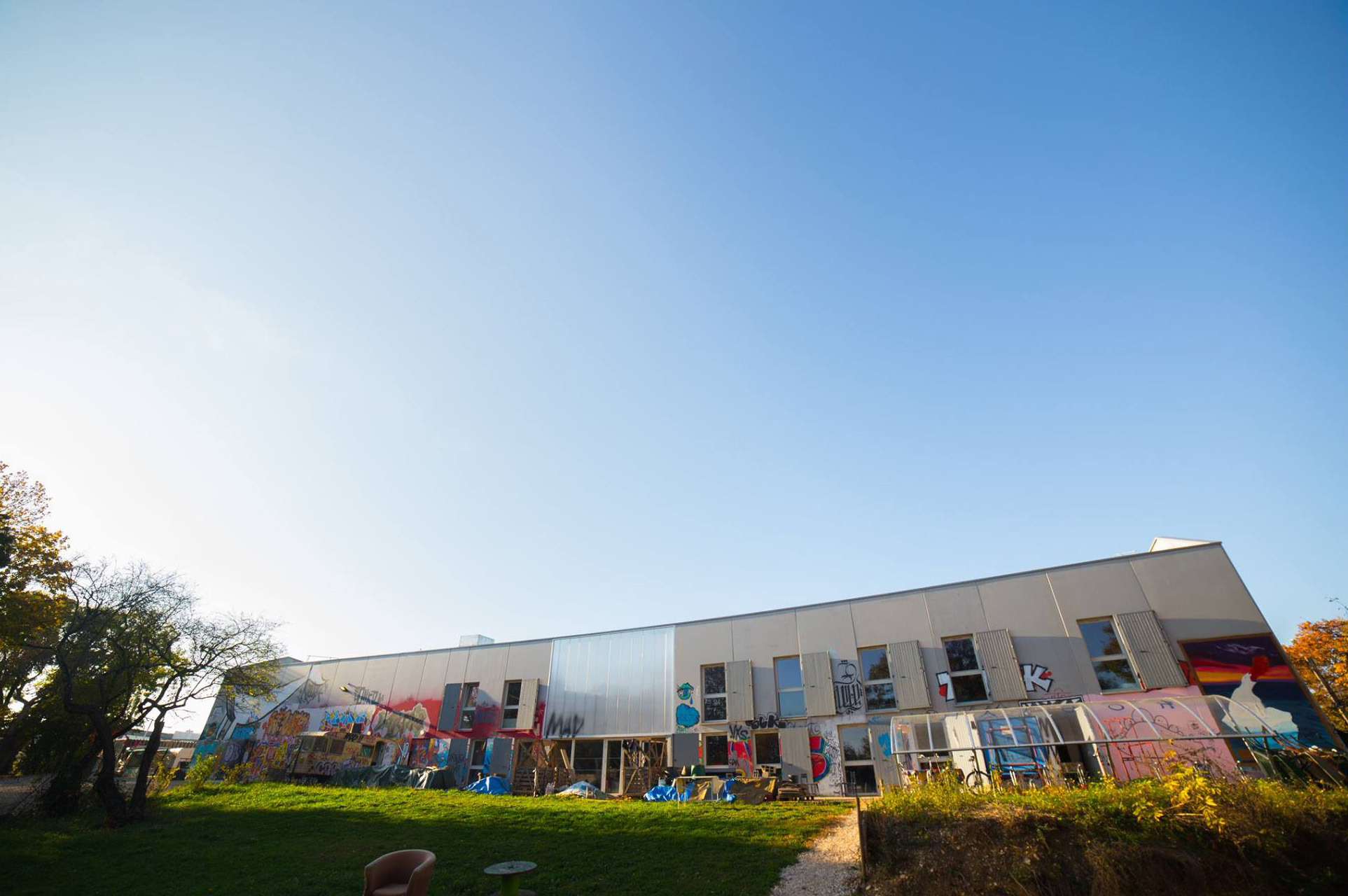
Les Tanneries II, photo par Stef Bloch depuis l'espace jardin (façade est)
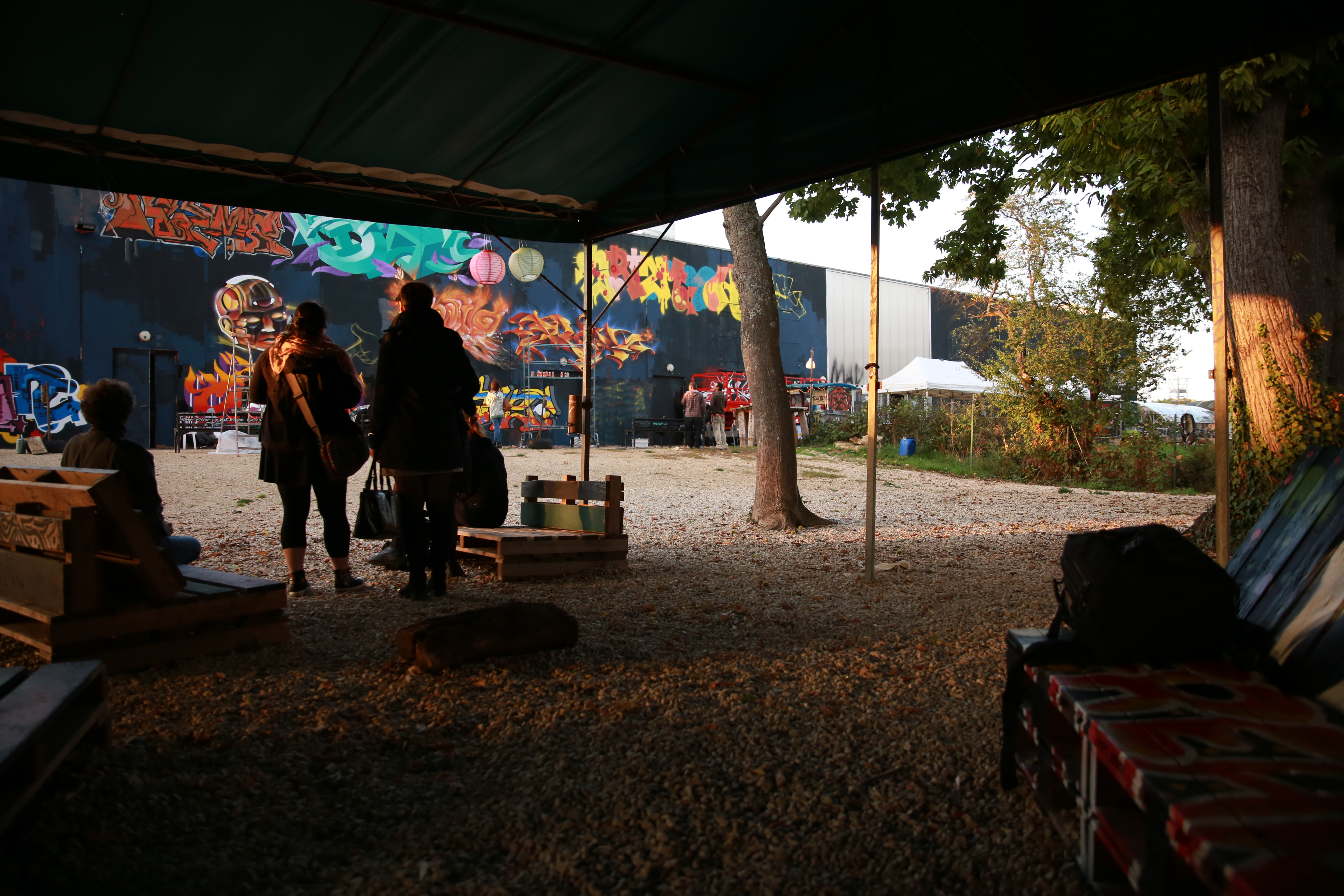
Espace autogéré des Tanneries — vue de côté — 2019.